# Que Difícil é Ser Deus!
Que difícil é ser Deus! (em russo:  Трудно быть богом, Trudno byt' bogom) é um romance de ficção científica, de Arcady e Boris Strugatsky, publicado em 1964.

## Premissa e temas
O romance segue Anton, um agente disfarçado da Terra no futuro, em sua missão a um planeta alienígena, povoado por seres humanos, cuja sociedade não avançou além da Idade Média. A ideia geral é a de que o progresso humano ao longo dos séculos é muitas vezes cruel e sangrento, e que a religião e a fé cega podem ser ferramentas eficazes de opressão.

## Recepção
Theodore Sturgeon elogiou Que difícil ser um Deus! como "um dos romances mais habilmente escritos que já li", dizendo: "A escrita é bem ritmada e a narrativa é muito bem estruturada".